# All This Time (Pick-Me-Up Song)
"All This Time (Pick-Me-Up Song)", ook bekend als "All This Time", is een nummer van de Noorse zangeres Maria Mena. Het nummer werd uitgebracht op haar album Cause and Effect uit 2008. Op 19 september van dat jaar werd het nummer uitgebracht als de tweede single van het album.

## Achtergrond
"All This Time" is geschreven door Mena en Martin Sjølie en geproduceerd door Sjølie. In een interview vertelde Mena over de totstandkoming van het nummer: "Het is een van de laatste nummers die ik voor het album heb geschreven. Ik schreef het na een lange periode waarin ik een schrijversblok had. Ik wilde het album niet uitbrengen, ik voelde me misselijk en slecht. Ik voelde me slecht omdat er teksten in zaten waarvan ik bang was om ze uit te brengen, ik voelde me slecht omdat ik geen pauze had genomen. Ik ging van de ene uitgave in het ene land naar de andere, en deze gingen overlappen. Ik denk dat mijn moeheid ervoor zorgde dat ik geen nummers kon schrijven. Na een tijdje wilde ik mezelf beter laten voelen, dus ging ik een aantal naïeve nummers schrijven zodat ik me weer oké voelde. Dat was het begin van dat nummer. Het is een hele naïeve manier waarop je jezelf vertelt dat je oké bent. Het is ook een soort checklist: je moet je vriend bellen om je excuses aan te bieden, herinner jezelf dat alles oké is, je hebt misschien domme dingen gedaan, maar het komt allemaal goed. Ik voelde mijzelf daardoor ook een aantal keren beter."
"All This Time" werd een hit in een aantal landen. In haar thuisland Noorwegen kwam het tot de zevende plaats, en ook in Duitsland, Finland, Oostenrijk en Zwitserland werden de hitlijsten gehaald. In Nederland piekte de single op de zesde plaats in de Top 40 en de zevende plaats in de Single Top 100.

## Hitnoteringen

### Nederlandse Top 40
| Hitnotering: 04-10-2008 t/m 10-01-2009 | Hitnotering: 04-10-2008 t/m 10-01-2009 | Hitnotering: 04-10-2008 t/m 10-01-2009 | Hitnotering: 04-10-2008 t/m 10-01-2009 | Hitnotering: 04-10-2008 t/m 10-01-2009 | Hitnotering: 04-10-2008 t/m 10-01-2009 | Hitnotering: 04-10-2008 t/m 10-01-2009 | Hitnotering: 04-10-2008 t/m 10-01-2009 | Hitnotering: 04-10-2008 t/m 10-01-2009 | Hitnotering: 04-10-2008 t/m 10-01-2009 | Hitnotering: 04-10-2008 t/m 10-01-2009 | Hitnotering: 04-10-2008 t/m 10-01-2009 | Hitnotering: 04-10-2008 t/m 10-01-2009 | Hitnotering: 04-10-2008 t/m 10-01-2009 | Hitnotering: 04-10-2008 t/m 10-01-2009 | Hitnotering: 04-10-2008 t/m 10-01-2009 | Hitnotering: 04-10-2008 t/m 10-01-2009 |
| Week                                   | 1                                      | 2                                      | 3                                      | 4                                      | 5                                      | 6                                      | 7                                      | 8                                      | 9                                      | 10                                     | 11                                     | 12                                     | 13                                     | 14                                     | 15                                     |                                        |
| -------------------------------------- | -------------------------------------- | -------------------------------------- | -------------------------------------- | -------------------------------------- | -------------------------------------- | -------------------------------------- | -------------------------------------- | -------------------------------------- | -------------------------------------- | -------------------------------------- | -------------------------------------- | -------------------------------------- | -------------------------------------- | -------------------------------------- | -------------------------------------- | -------------------------------------- |
| Positie                                | 38                                     | 27                                     | 17                                     | 14                                     | 12                                     | 12                                     | 11                                     | 10                                     | 6                                      | 8                                      | 9                                      | 11                                     | 20                                     | 24                                     | 32                                     | uit                                    |

### Single Top 100
| Hitnotering week 1 t/m 21: 13-09-2008 t/m 31-01-2009 Hitnotering week 22 t/m 25: 28-03-2009 t/m 18-04-2009 | Hitnotering week 1 t/m 21: 13-09-2008 t/m 31-01-2009 Hitnotering week 22 t/m 25: 28-03-2009 t/m 18-04-2009 | Hitnotering week 1 t/m 21: 13-09-2008 t/m 31-01-2009 Hitnotering week 22 t/m 25: 28-03-2009 t/m 18-04-2009 | Hitnotering week 1 t/m 21: 13-09-2008 t/m 31-01-2009 Hitnotering week 22 t/m 25: 28-03-2009 t/m 18-04-2009 | Hitnotering week 1 t/m 21: 13-09-2008 t/m 31-01-2009 Hitnotering week 22 t/m 25: 28-03-2009 t/m 18-04-2009 | Hitnotering week 1 t/m 21: 13-09-2008 t/m 31-01-2009 Hitnotering week 22 t/m 25: 28-03-2009 t/m 18-04-2009 | Hitnotering week 1 t/m 21: 13-09-2008 t/m 31-01-2009 Hitnotering week 22 t/m 25: 28-03-2009 t/m 18-04-2009 | Hitnotering week 1 t/m 21: 13-09-2008 t/m 31-01-2009 Hitnotering week 22 t/m 25: 28-03-2009 t/m 18-04-2009 | Hitnotering week 1 t/m 21: 13-09-2008 t/m 31-01-2009 Hitnotering week 22 t/m 25: 28-03-2009 t/m 18-04-2009 | Hitnotering week 1 t/m 21: 13-09-2008 t/m 31-01-2009 Hitnotering week 22 t/m 25: 28-03-2009 t/m 18-04-2009 | Hitnotering week 1 t/m 21: 13-09-2008 t/m 31-01-2009 Hitnotering week 22 t/m 25: 28-03-2009 t/m 18-04-2009 | Hitnotering week 1 t/m 21: 13-09-2008 t/m 31-01-2009 Hitnotering week 22 t/m 25: 28-03-2009 t/m 18-04-2009 | Hitnotering week 1 t/m 21: 13-09-2008 t/m 31-01-2009 Hitnotering week 22 t/m 25: 28-03-2009 t/m 18-04-2009 | Hitnotering week 1 t/m 21: 13-09-2008 t/m 31-01-2009 Hitnotering week 22 t/m 25: 28-03-2009 t/m 18-04-2009 | Hitnotering week 1 t/m 21: 13-09-2008 t/m 31-01-2009 Hitnotering week 22 t/m 25: 28-03-2009 t/m 18-04-2009 |
| Week | 1 | 2 | 3 | 4 | 5 | 6 | 7 | 8 | 9 | 10 | 11 | 12 | 13 | 14 |
| --- | --- | --- | --- | --- | --- | --- | --- | --- | --- | --- | --- | --- | --- | --- |
| Positie | 51 | 63 | 61 | 30 | 7 | 11 | 15 | 12 | 17 | 13 | 19 | 23 | 48 | 53 |
| Week | 15 | 16 | 17 | 18 | 19 | 20 | 21 | | 22 | 23 | 24 | 25 | | |
| Positie | 55 | 52 | 62 | 67 | 59 | 68 | 85 | uit | 10 | 17 | 51 | 78 | uit | |

### NPO Radio 2 Top 2000
| Nummer met noteringen in de NPO Radio 2 Top 2000 | '09  | '10  | '11  | '12  | '13  |
| ------------------------------------------------ | ---- | ---- | ---- | ---- | ---- |
| All This Time                                    | 1179 | 1521 | 1274 | 1425 | 1334 |

1. ↑  Een vetgedrukt getal geeft de hoogste notering aan.
2. ↑  2009 was het eerste jaar met een notering voor dit nummer.
3. ↑  Deze tabel is bijgewerkt tot en met de laatste editie (2024).